# ادمون نويل
ادمون نويل (بالإنجليزية: Edmond Noel)‏ هو محامي وسياسي أمريكي، ولد في 4 مارس 1856 في ليكسينغتون في الولايات المتحدة، وتوفي بنفس المكان في 30 يوليو 1927. حزبياً، نشط في الحزب الديمقراطي. وقد انتخب حاكم ميسيسيبي ‏ وانتخب عضو مجلس ولاية مسيسيبي.